# (16591) 1992 SY17
1992 أس واي 17 (ويعرف أيضًا باسم (16591) 1992 أس واي 17 وفق تسمية الكوكب الصغير) (بالإنجليزية: 1992 SY17)‏ هو كويكب ضمن حزام الكويكبات؛ وترتيبه 16591 من حيث الاكتشاف.
اكتُشف هذا الجُرم الفلكي بواسطة هنري هولت إي في 30 سبتمبر 1992.

## وصلات خارجية
- (16591) 1992 SY17 في قاعدة بيانات مختبر الدفع النفاث لأجرام النظام الشمسي الصغيرة

- الاكتشاف · مخطط المدار ·  العناصر المدارية · المعلمات المادية

- (16591) 1992 SY17 على موقع ويكي سكاي: DSS2, SDSS, GALEX, IRAS, Hydrogen α, X-Ray, Astrophoto, Sky Map, Articles and images